# Giống cừu
Giống cừu là tập hợp các giống vật nuôi có nguồn gốc từ loài cừu nhà (Ovis aries). Đây là một trong những giống vật nuôi đa dạng được con người lai tạo, chọn giống với ước tính ít nhất từ 200 đến gần 1.250 giống cừu được công nhận. Trong những giống cừu này có thể chia làm các dòng, nòi tùy vào đặc điểm cơ thể và mục đích sử dụng cũng như những đặc điểm khác. Trên thế giới đã tạo ra nhiều giống cừu bằng con đường lai tạo như giống cừu Polypay, cừu Hampshire, cừu Canadian Arcott, cừu Oxford, cừu Rouge de L’Ouest, cừu Columbia, cừu Berrichon du Cher, cừu lấy sữa Anh (British Milk Sheep), cừu Romanov, cừu Charollais, cừu Texel, cừu Dorper và đặc biệt là giống cừu Merino.

## Tổng quan
Cừu là gia súc nhỏ nhai lại có mặt ở nhiều nước trên thế giới như: Mông Cổ, Trung Quốc, Ấn Độ, Pháp, Úc, Nam Phi với mục đích lấy thịt cừu, lông cừu, sữa cừu, da cừu và đã mang lại hiệu quả kinh tế rất rõ rệt. Theo thống kê của FAO, số lượng cừu trên thế giới có khoảng hơn 1 tỷ con. Trong đó, đàn cừu tập trung nhiều nhất ở các nước đang phát triển như ở châu Á có 463.575.597 con (chiếm 44,41% tổng đàn cừu của cả thế giới), châu Phi 255.481.282 con (chiếm 24,47% tổng đàn cừu thế giới), châu Đại Dương có số lượng cừu đứng thứ 3 thế giới là 104.238.100 (chiếm 9,98% tổng đàn), châu Âu có số lượng cừu là 96.788.620 con (chiếm 9,27% tổng đàn) và châu Mỹ có 93.101.675 con (chiếm 8,92% tổng đàn).
Ngày nay những nước có ngành chăn nuôi cừu phát triển, có số lượng nhiều, có chất lượng giống tốt phải kể đến Vương quốc Anh, Úc, New Zealand, Mỹ, Canada, Nam Phi và nhiều nhất là Trung Quốc. Mật độ chăn nuôi cừu trên thế giới tập trung nhiều nhất ở châu Á là các nước thuộc Nam Á, Tây Á và các nước Trung Đông, còn ở Trung Quốc, Mông Cổ thì tập trung phía Bắc Trung Quốc và vùng Nội Mông (Trung Á), ở Việt Nam cừu được chăn nuôi muộn hơn các súc vật khác như bò, gà, lợn, cừu đã có từ trên 100 năm do người Chà Và (Ấn Độ) mang tới vùng Ninh Thuận gọi là cừu Phan Rang).
Ở châu Âu, mật độ chăn nuôi cừu lớn là ở các nước Nam Âu (Địa Trung Hải), các nước khối Liên Hiệp Anh, Pháp, Tây Ban Nha. Ở Châu Úc, chăn nuôi cừu tập trung ở vùng phía Nam, phía Tây và New Zealand. Ở châu Phi mật độ chăn nuôi nhiều cừu tập trung ở các nước thuộc Đông Phi, Tây Phi, Trung Phi và Nam Phi, còn ở Bắc Phi chỉ ở một số nước ven biển Địa Trung Hải. Ở Nam Mỹ, chăn nuôi cừu tập trung ở các nước thuộc ven biển Ấn Độ Dương và Thái Bình Dương cũng như các nước Trung Mỹ, vùng biển Caribe.
Cũng giống như khả năng sinh trưởng, những nhân tố ảnh hưởng đến sinh sản trước hết là di truyền và ngoại cảnh. Khối lượng sơ sinh là một tính trạng chịu ảnh hưởng di truyền của phẩm giống, các giống khác nhau thì có khối lượng sơ sinh khác nhau, khối lượng sơ sinh cao thường thấy ở những giống cừu cao sản. Tăng trọng và khối lượng cai sữa của cừu nhiệt đới thấp hơn cừu ôn đới. Tốc độ tăng trưởng của những con cừu con, đặc biệt là trong giai đoạn đầu của sự phát triển thường chịu ảnh hưởng mạnh mẽ bởi giống (kiểu gen) việc chọn lọc đã cải thiện về tầm vóc, năng suất của cừu. Giữa các giống cừu cũng có sự biến động lớn.

## Số lượng giống
Cừu nhà là động vật kiêm dụng cho nhiều mục đích và hơn 200 giống cừu đã được tạo ra để phục vụ cho những mục đích khác nhau của con người (theo công nhận của các Hiệp hội nuôi cừu, tổ chức đăng ký giống cừu ở Âu-Mỹ-Úc). Tuy nhiên, trên thực tế số giống cừu còn nhiều hơn với hàng ngàn giống cừu đã được báo cáo trong đó đã có hơn vài trăm giống cừu đã được xác định bởi FAO (Tổ chức Nông Lương của Liên Hợp Quốc) và tăng qua các giai đoạn như: 
- Năm 1993, FAO công nhận 863 giống cừu[4]
- Năm 1995, FAO công nhận 1314 giống cừu[5]
- Năm 2006, FAO công nhận 1229 giống cừu[6]

Những con số này loại trừ số giống cừu đã tuyệt chủng, mà còn được FAO thực hiện bằng phương pháp đếm. Tổ chức FAO công nhận các giống trên cơ sở vai trò của những giống cừu này đối với nền nông nghiệp của từng quốc gia, từng địa phương, từng cộng đồng người cũng như những nét ảnh hưởng văn hóa của các giống cừu này. Khác với việc công nhận và đăng ký giống cừu ở các nước Âu-Mỹ-Úc trên cơ sở lập hồ sơ đăng ký và chủ yếu công nhận các giống cừu truyền thống ở các nước này, thì tổ chức FAO trực tiếp khảo sát từng giống cừu ở các địa phương, trong đó chú trọng vào các nước đang phát triển như châu Phi, Nam Mỹ, Trung Mỹ, Châu Á, Đông Nam Á...để kịp thời có báo cáo và ghi nhận, trong đó quan trọng là để bảo tồn nguồn gen và nhân rộng những giống cừu có năng suất phục vụ cho nhu cầu sản xuất, xóa đói giảm nghèo, cải thiện kinh tế.

## Một số giống
Danh sách sau đây liệt kê (chưa đầy đủ) một số giống cừu trên thế giới:
- Giống cừu Pháp:

- - Cừu Aravis nâu
  - Cừu Ardes
  - Cừu Aure Campan (Aure et campan)
  - Cừu Avranchin
  - Cừu Barégeoise
  - Cừu Basque
  - Cừu Belle-Île

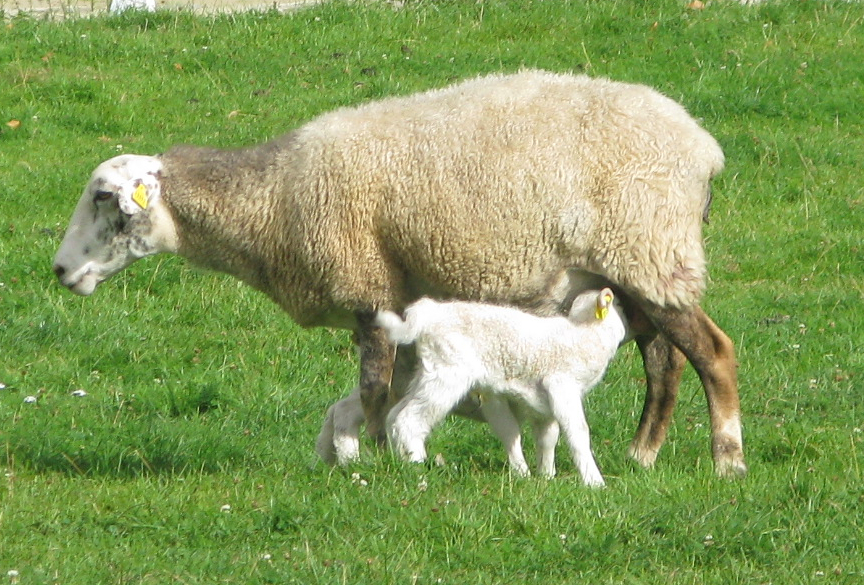
Cừu Rambouillet

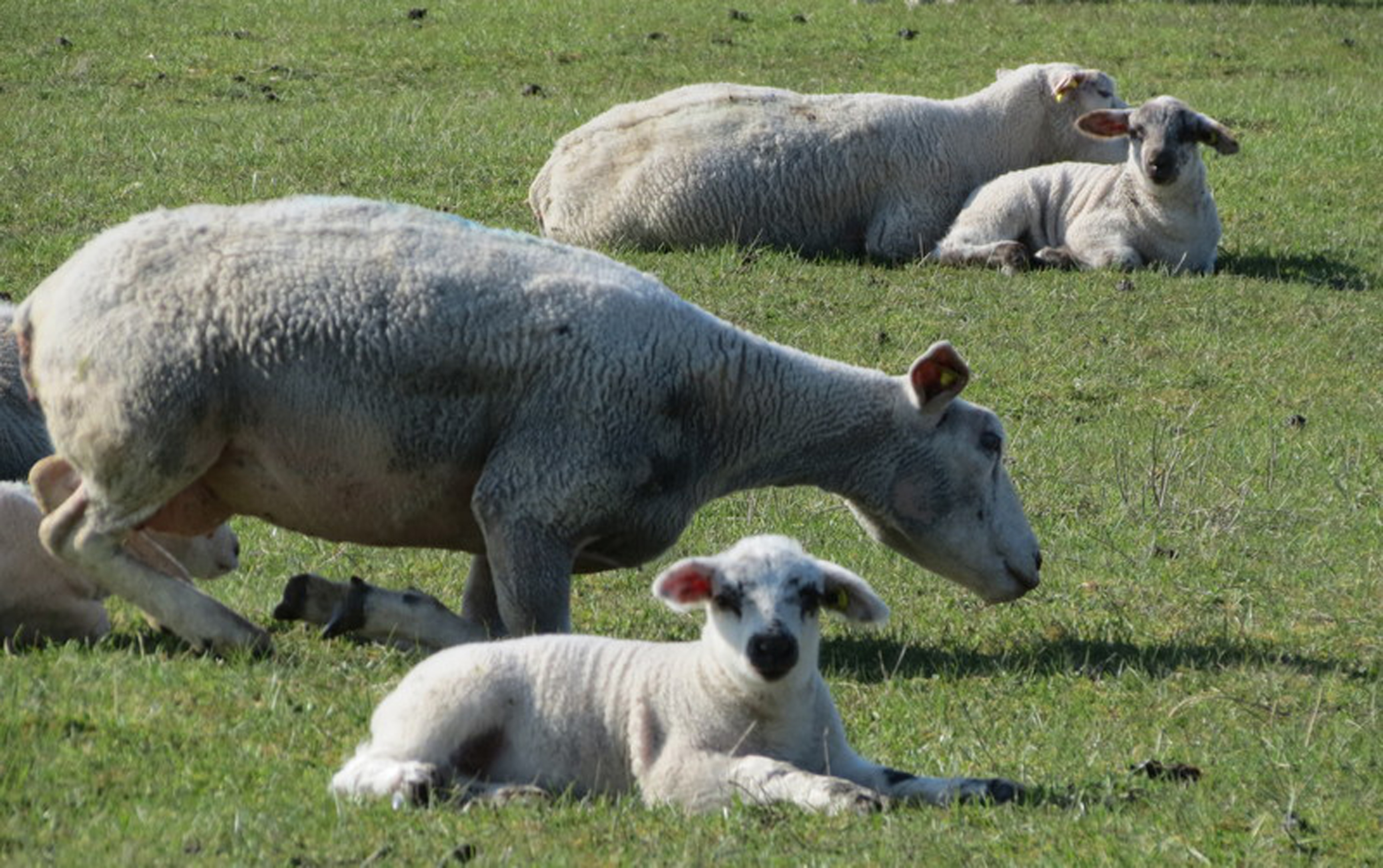
Cừu Brebis

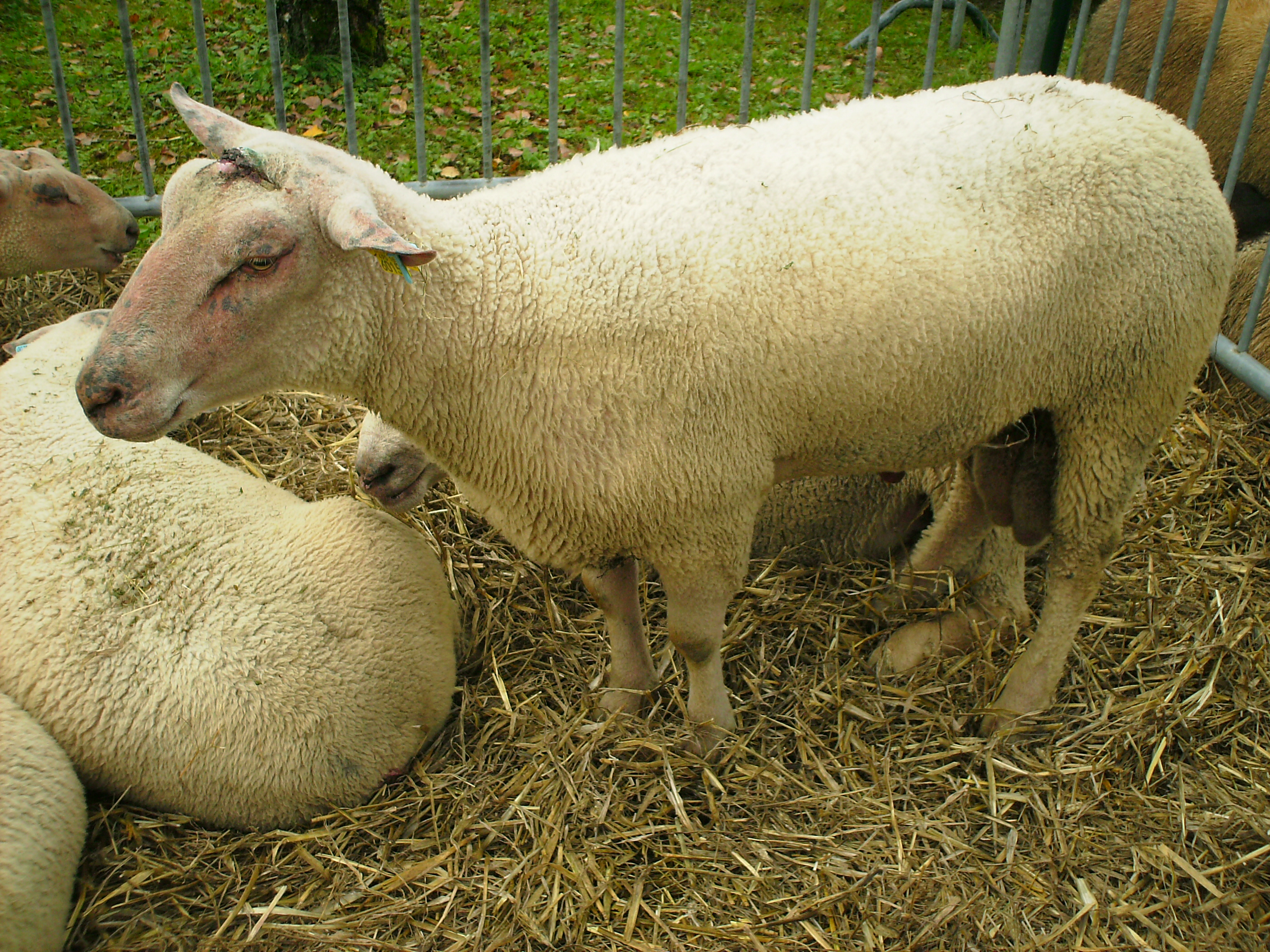
Cừu Charollais

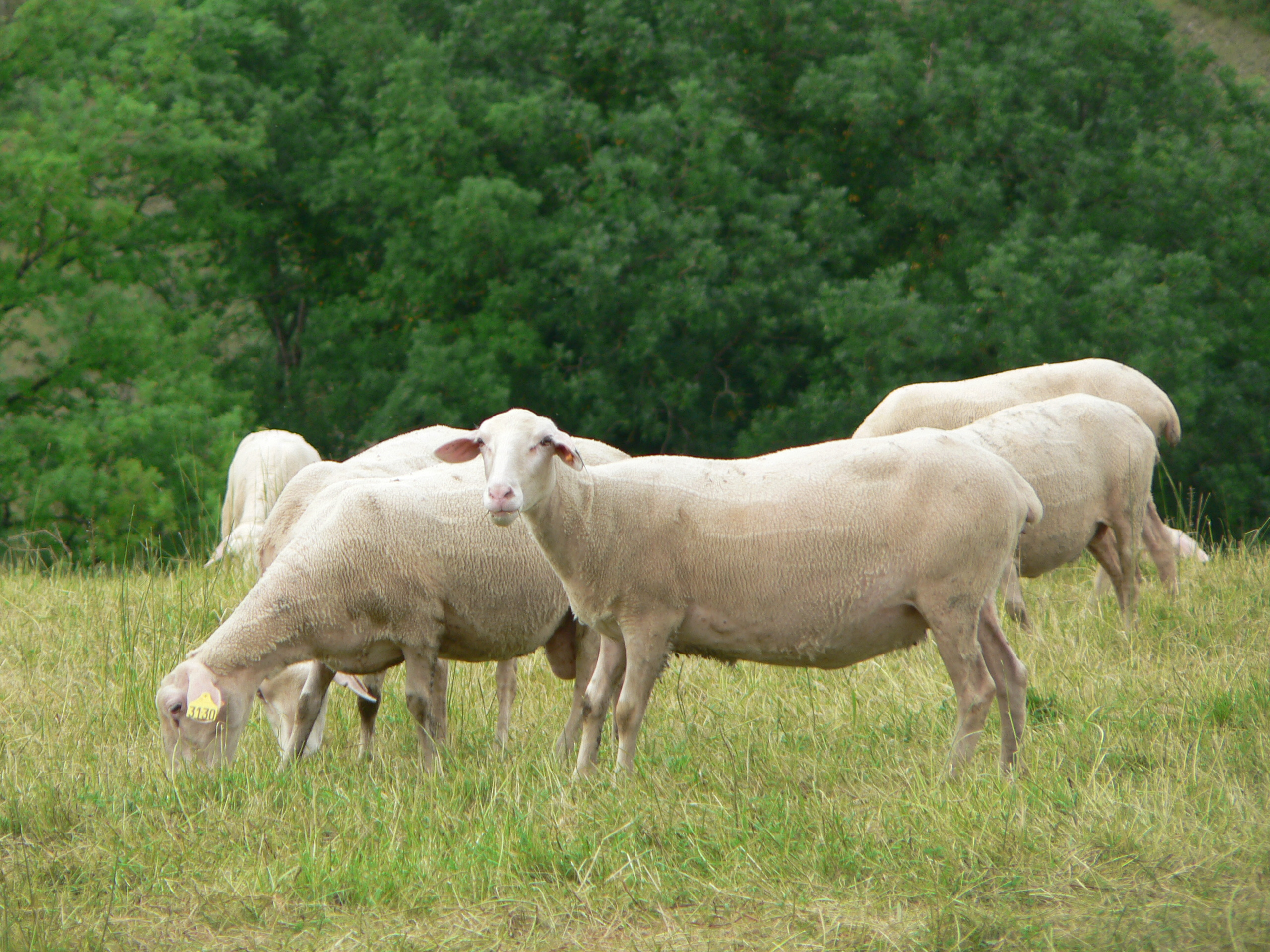
Cừu Lacaune

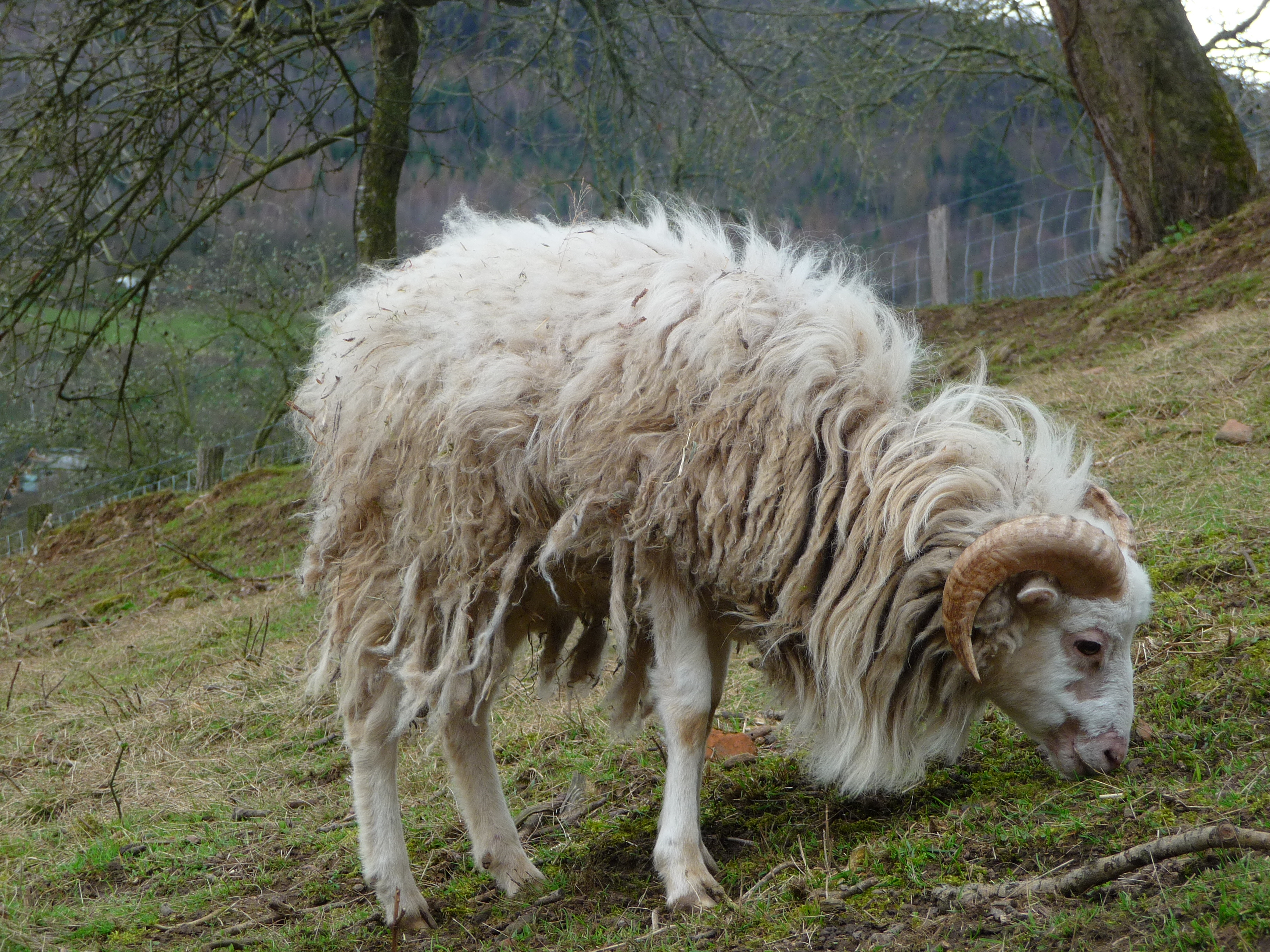
Cừu Ouessant

  - Cừu Berichon Cher (Berrichon du Cher)
  - Cừu Berichon Indre
  - Cừu Bizet
  - Cừu Boulonnaise
  - Cừu Brebis Landaise
  - Cừu Brigasque
  - Cừu Charollais
  - Cừu Castillonnaise
  - Cừu Causse Lot
  - Cừu Caussenarde (Caussenarde Garrigues)
  - Cừu Charmoise
  - Cừu Corse
  - Cừu Cotentin
  - Cừu Grivette
  - Cừu Île Pháp (Île-de-France)
  - Cừu Lacaune
  - Cừu Landes Bretagne
  - Cừu Limousine
  - Cừu Lourdaise
  - Cừu đen Montagne
  - Cừu Maine đầu lam
  - Cừu Manech đầu đen
  - Cừu Manech đầu đỏ
  - Cừu Martinik
  - Cừu Merino Arles
  - Cừu Merino miền Đông
  - Cừu Mérinos Précoce
  - Cừu Mourérous
  - Cừu trắng Massif
  - Cừu Préalpes Sud (Préalpes du Sud)
  - Cừu Rambouillet
  - Cừu Rava
  - Cừu Romane
  - Cừu Rouge (Rouge de l'Ouest)
  - Cừu Rouge Roussillon
  - Cừu Roussin Hague
  - Cừu Raïole
  - Cừu Solognote
  - Cừu Tarasconnaise
  - Cừu Thones Marthod (Thônes et Marthod)
  - Cừu Vendéen
  - Cừu đen Velay
  - Cừu Ouessant
- Giống cừu Anh (gồm cả vùng quần đảo Anh):

- - Cừu Cheviot
  - Cừu Cheviot miền Bắc
  - Cừu Boreray
  - Cừu Cotswold
  - Cừu Herdwick

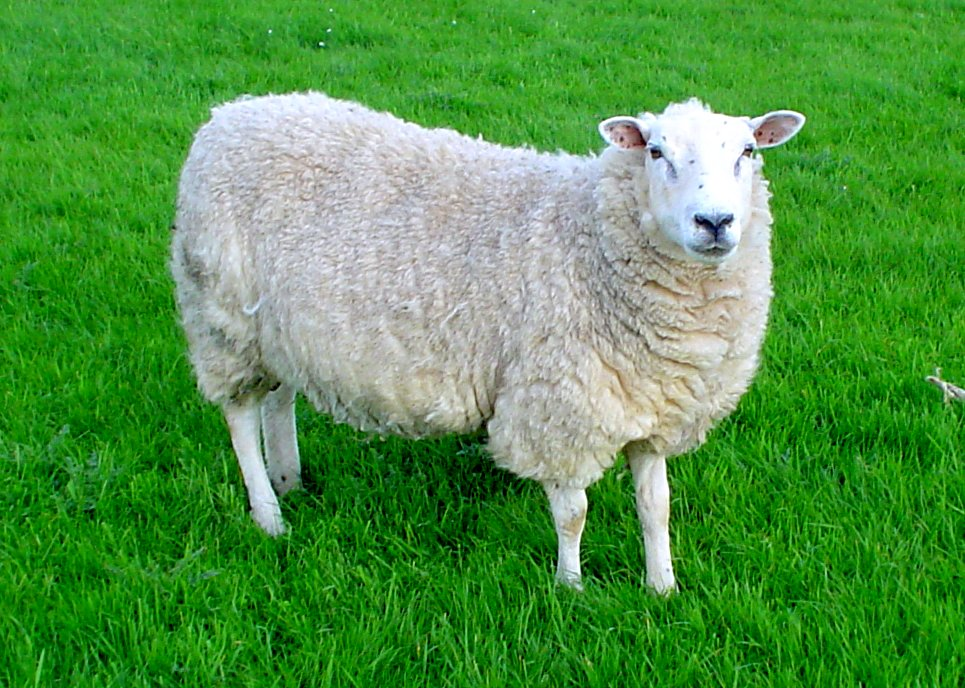
Cừu Lleyn

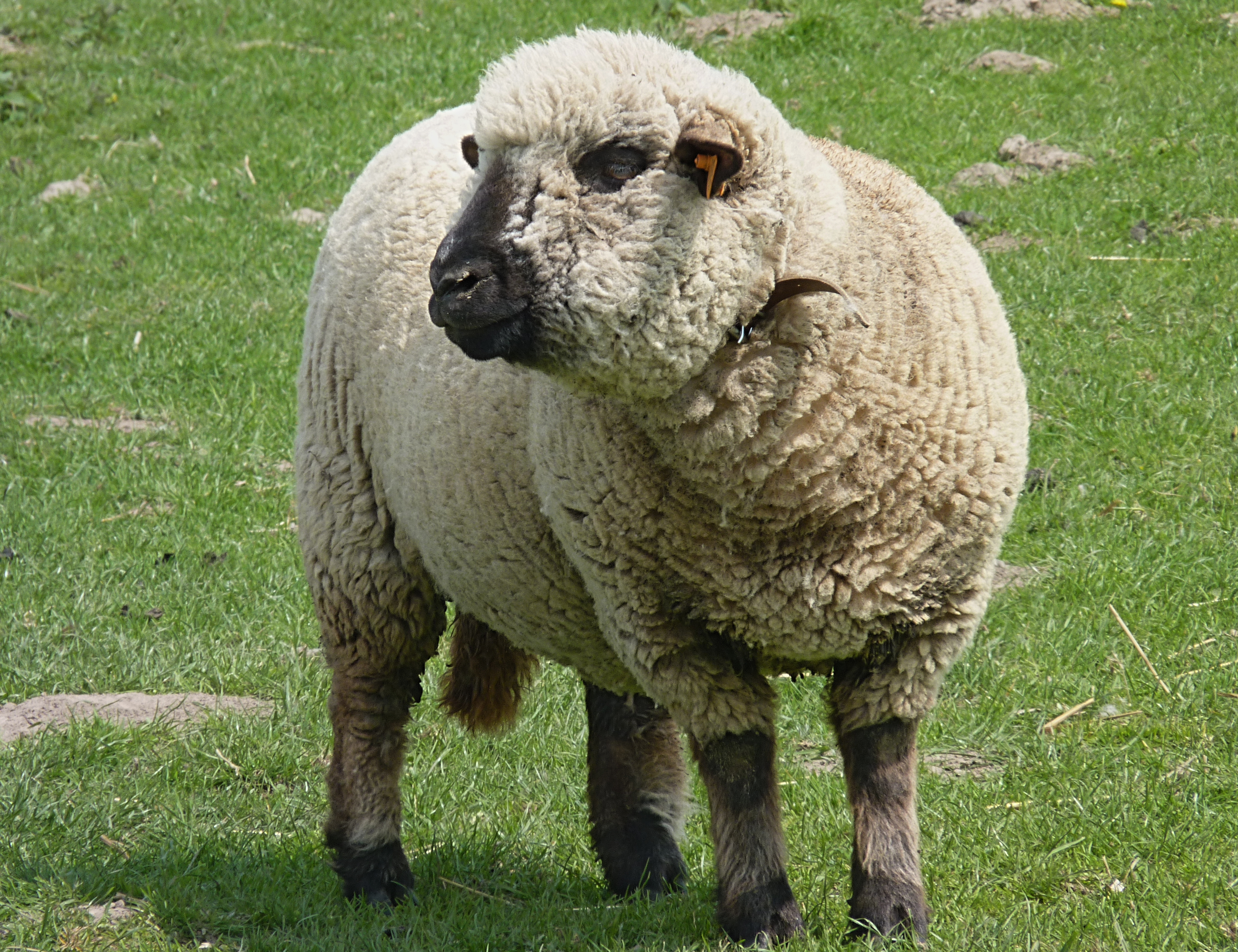
Cừu Hampshire

  - Cừu lấy sữa Anh (British Milksheep)
  - Cừu Oxford Down
  - Cừu Lleyn
  - Cừu núi xứ Wales
  - Cừu rừng Clun
  - Cừu Dorset
  - Cừu Dorset Down
  - Cừu Hampshire
  - Cừu Jacob
  - Cừu Kerry
  - Cừu Leicester Anh
  - Cừu Leicester biên giới
  - Cừu Leicester mặt lam
  - Cừu Lincoln
  - Cừu Manx Loaghtan
  - Cừu Romney
  - Cừu mặt đen Scotland (Scottish Blackface)
  - Cừu Soay
  - Cừu Shropshire
  - Cừu Southdown
  - Cừu Suffolk
  - Cừu sừng Wiltshire
  - Cừu Swaledale
- Giống cừu Bắc Âu

- - Cừu Đan Mạch
  - Cừu Phần Lan
  - Cừu Dorset Phần Lan
  - Cừu Faroe
  - Cừu Gotland
  - Cừu Gute
  - Cừu Hebrides (Hebridean)
  - Cừu Iceland
  - Cừu Shetland
  - Cừu Na Uy (Cừu Spælsau)

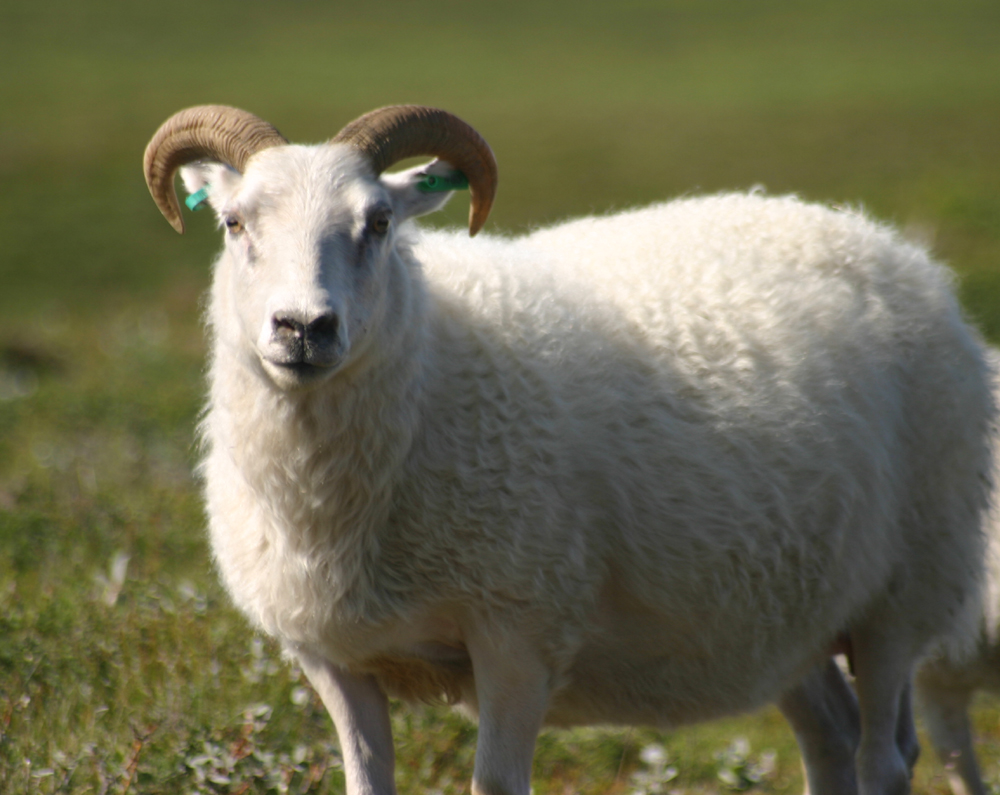
Cừu Băng Đảo

- Giống cừu châu Âu lục địa (không tính Pháp):

- - Cừu Appenninica
  - Cừu Beltex

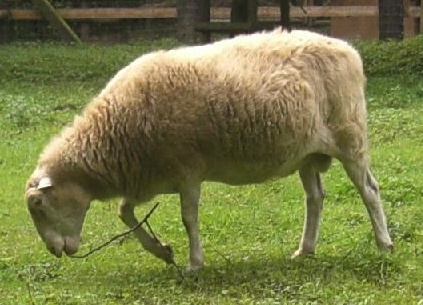
Cừu Moorschnucke

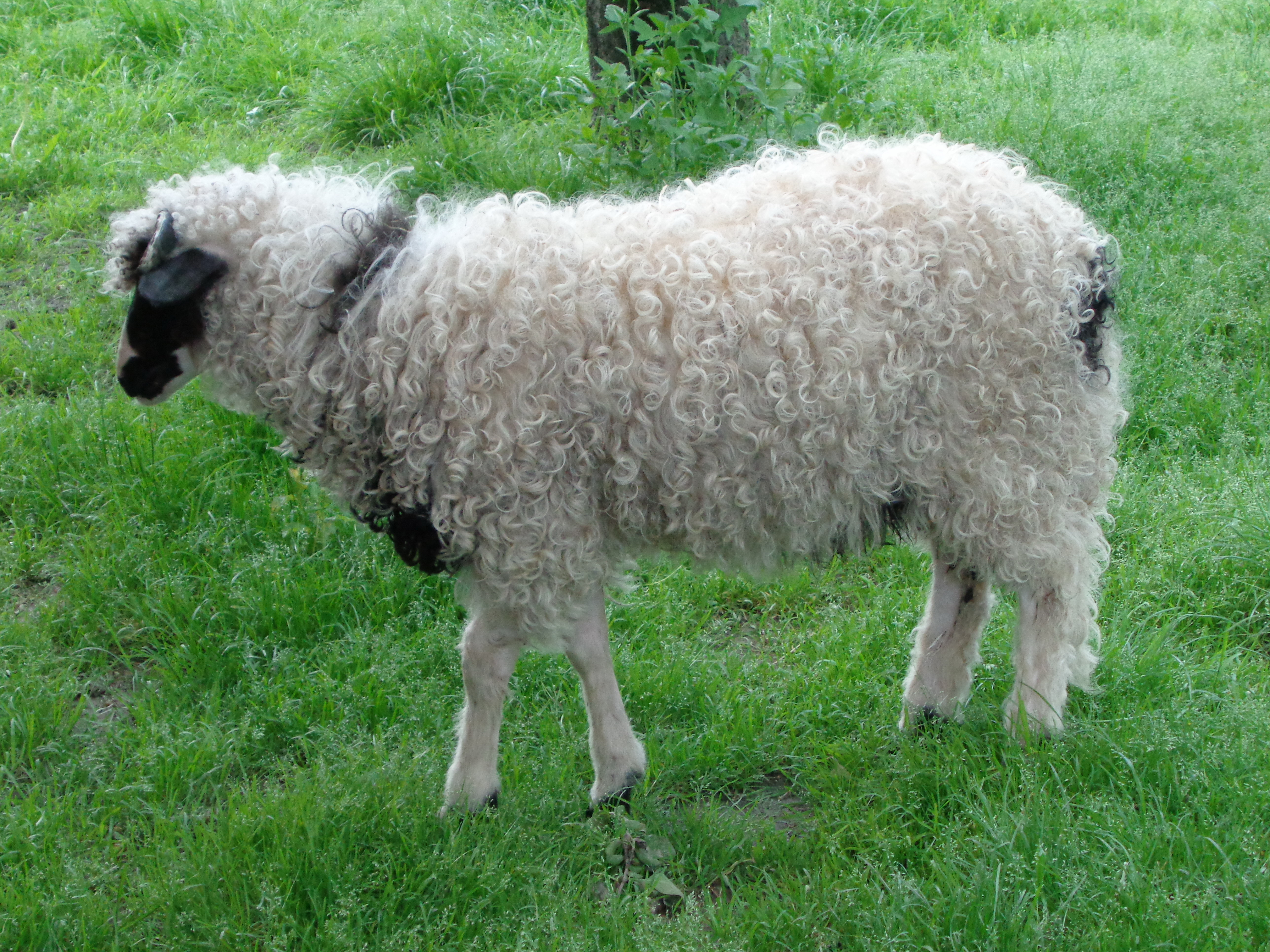
Cừu Pramenka

  - Cừu Bentheimer (Bentheimer Landschaf)
  - Cừu Merinolandschaf
  - Cừu Alpines Steinschaf
  - Cừu Drenthe
  - Cừu Đông Friesia
  - Cừu Heidschnucke
  - Cừu Moorschnucke
  - Cừu Rousset
  - Cừu Chios
  - Cừu Churra
  - Cừu Tsigai
  - Cừu Gyimesi Racka
  - Cừu Magya Racka
  - Cừu Lacha
  - Cừu Manchega
  - Cừu Rasa Aragonesa
  - Cừu Pramenka
  - Cừu Romanov
  - Cừu Texel
  - Cừu Texel xám
  - Cừu Valais
- Giống cừu Mỹ (Hoa Kỳ):

- - Cừu Columbia
  - Cừu Churro
  - Cừu Duyên hải
  - Cừu Montadale
  - Cừu Polypay
  - Cừu Targhee
  - Cừu Dorset khuyết sừng
  - Cừu Katahdin
  - Cừu St.Croix (cừu mượt)

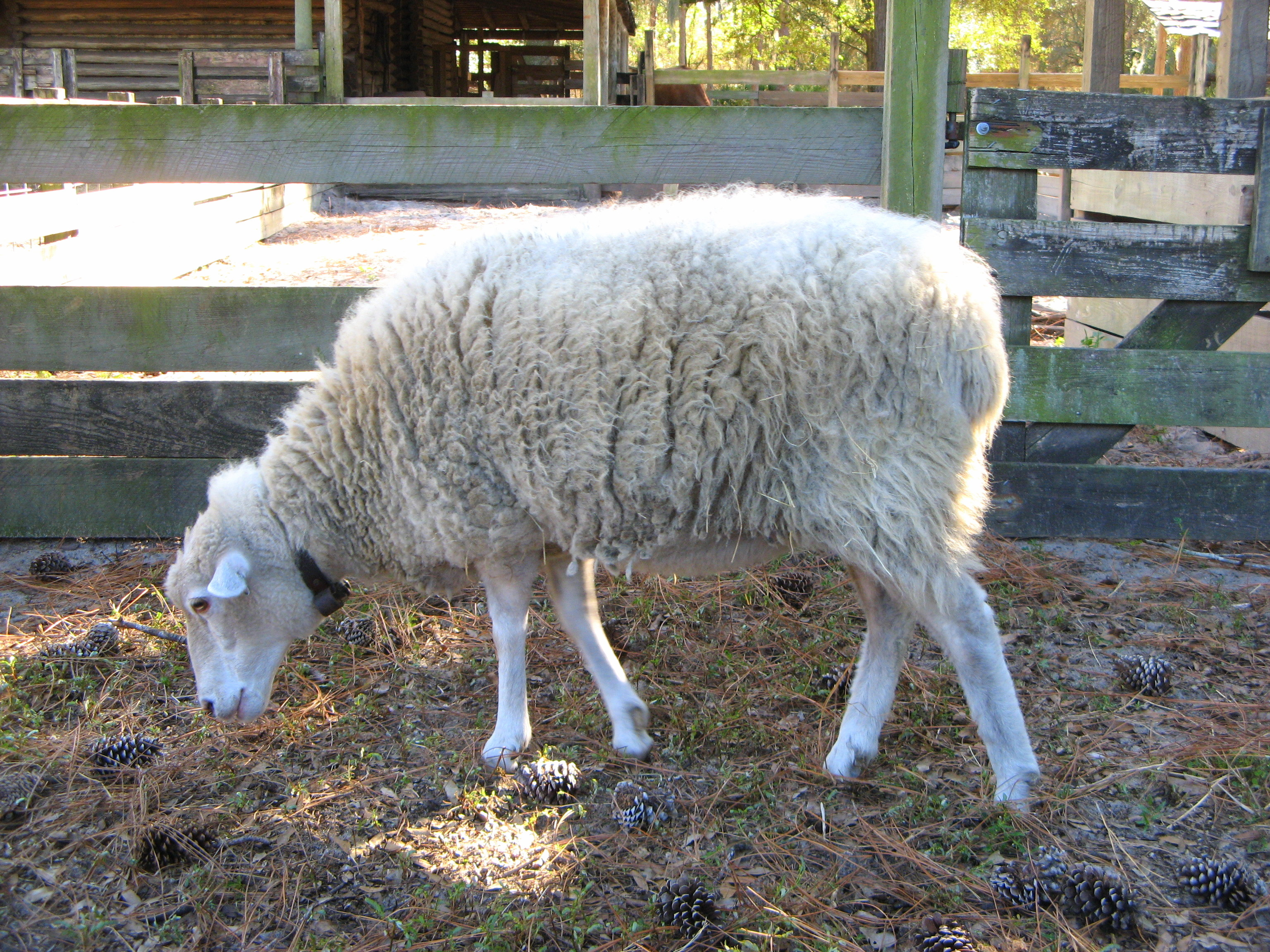
Cừu Duyên hải bản địa Mỹ

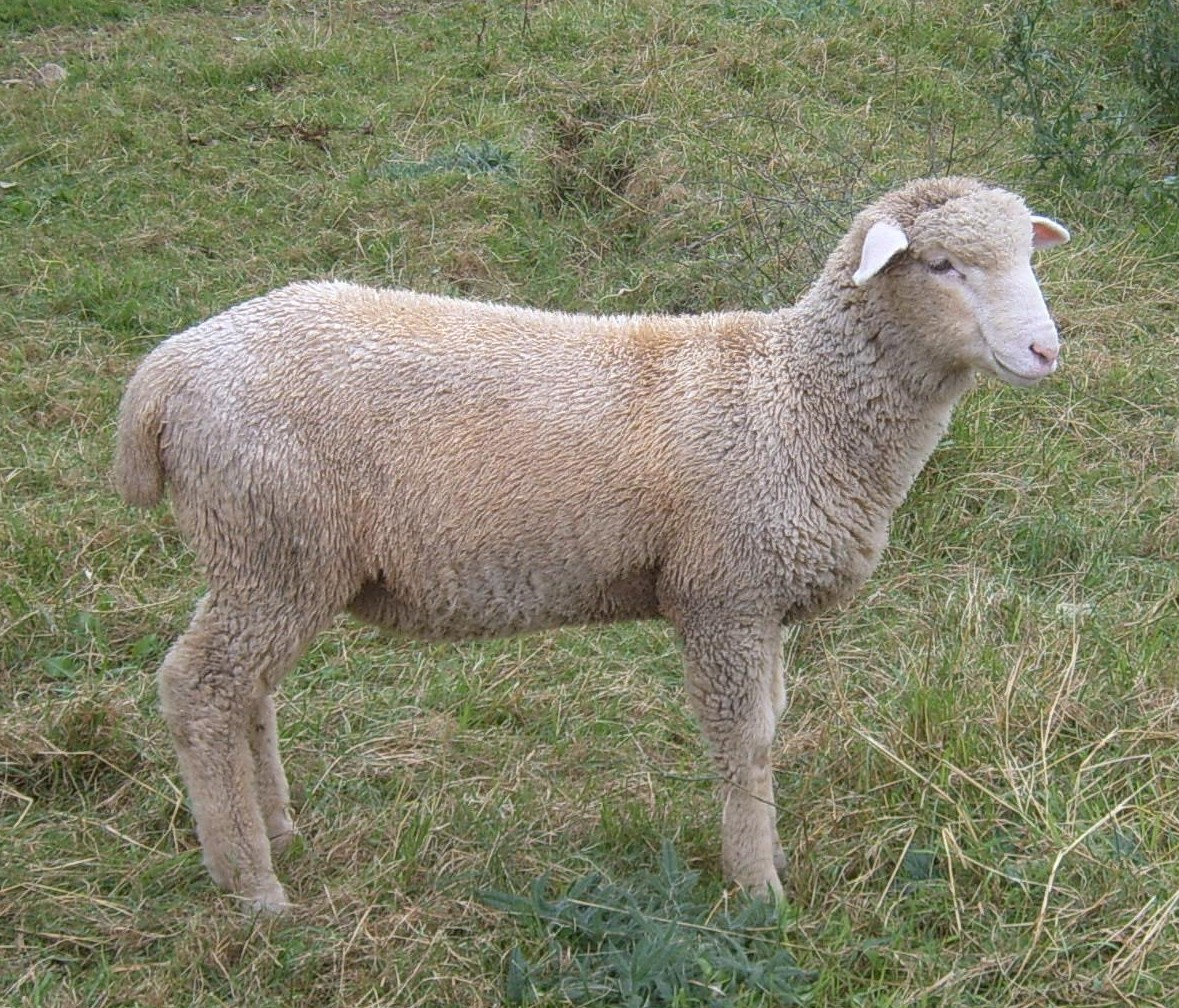
Cừu Columbia

- Giống cừu châu Mỹ (không tính Hoa Kỳ):

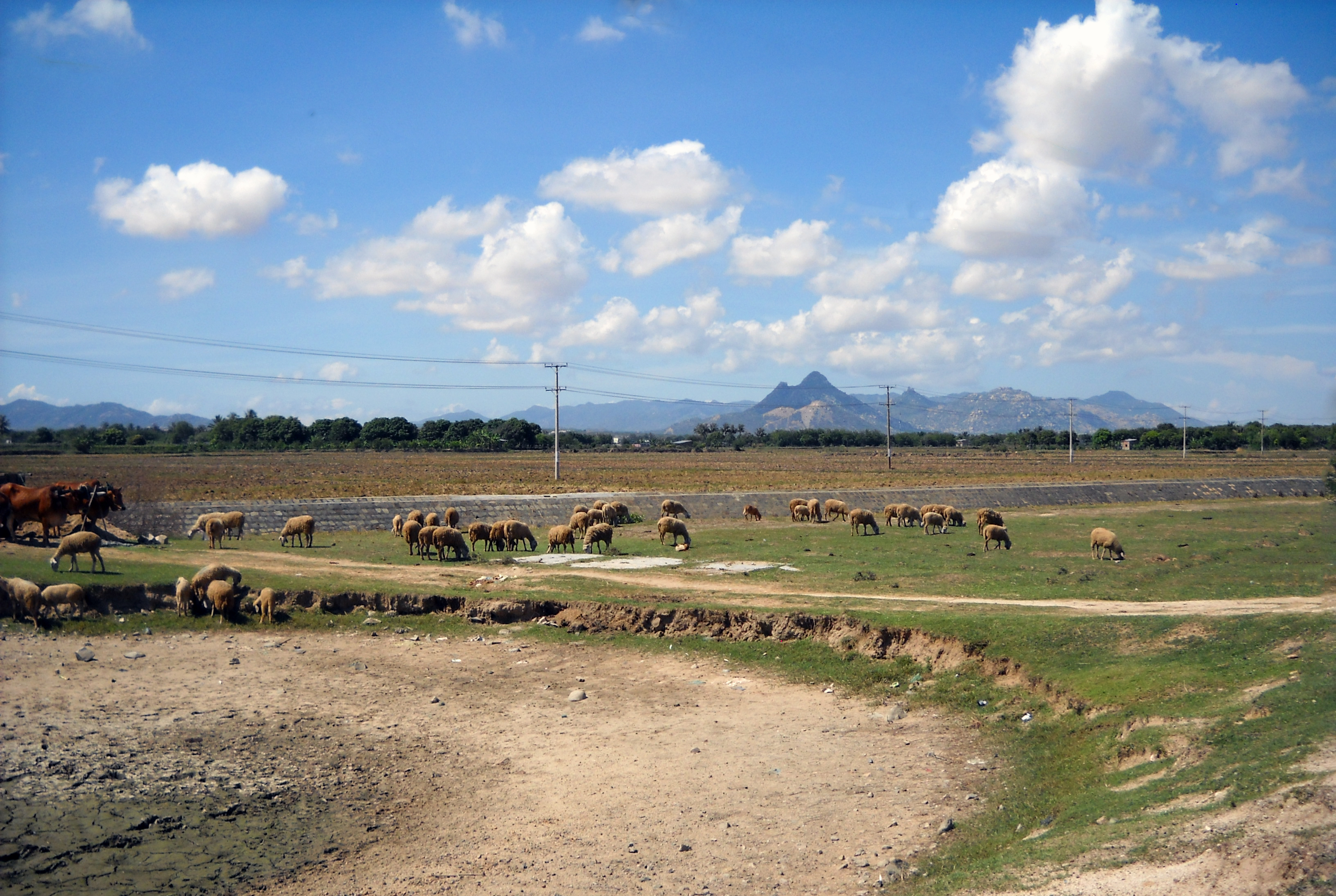
Cừu Phan Rang ở Ninh Thuận

  - Cừu Rideau Arcott
  - Cừu Canada Arcott
  - Cừu Barbados
  - Cừu Pelibuey
  - Cừu Morada Nova
  - Cừu Santa Inês
- Giống cừu châu Úc
  - Cừu Merino
  - Cừu Booroola Merino
  - Cừu Poll Merino
  - Cừu Dorset Poll
  - Cừu trắng Úc
  - Cừu Corriedale
  - Cừu Coopworth
  - Cừu Drysdale
- Giống cừu châu Phi:
  - Cừu Dorper
  - Cừu Merino Nam Phi
  - Cừu Uda
  - Cừu đầu đen Ba Tư
  - Cừu đỏ Maasai
- Giống cừu châu Á:

- - Cừu Assaf
  - Cừu Awassi
  - Cừu Arkhar-Merino
  - Cừu Karayaka
  - Cừu Najdi
  - Cừu Priangan (cừu Garut)
  - Cừu Cam Túc
  - Cừu Tân Cương
  - Cừu Phan Rang

## Cừu lai
Lai (crossbreeding) đã được áp dụng từ rất lâu nhằm khai thác tối đa đa dạng di truyền ở cừu, kết hợp các tính trạng mong muốn trong con lai, khắc phục các điểm yếu về một tính trạng nào đó ở giống mẹ hay giống bố. Lai đã trở thành một công cụ hữu hiệu trong chăn nuôi nói chung, chăn nuôi cừu nói riêng, nhiều số liệu về thị trường cho thấy hầu hết thịt cừu bán ra trên thị trường là thịt cừu từ các con cừu lai. Lai là một giải pháp giúp cải thiện năng suất thịt cừu, khả năng sinh sản và len ở cừu.
Nhu cầu của thị trường về thịt cừu ngày càng tăng mở ra một tương lai tốt đẹp cho chăn nuôi cừu thịt. Vì thế các nhà chăn nuôi cừu hiện nay chọn các giống cừu cho nhiều thịt hơn là cho nhiều lông và sử dụng lai như là một công cụ nhanh, mạnh và hữu hiệu để sản xuất các con lai đáp ứng được nhu cầu ngày càng tăng của thị trường. Các giống cừu khác nhau có thể tốt về các tính trạng kinh tế khác nhau. Một chương trình lai được thiết kế tốt sẽ cho phép sử dụng các giống khác nhau một cách tốt nhất để cải tiến hiệu quả sản xuất thịt, lông trong chăn nuôi cừu.